# 가시와바라촌 (사이타마현)
가시와바라촌(柏原村)은 사이타마현의 남서부 이루마군에 속했던 촌이다. 현재의 사야마시에 해당한다.

## 역사
- 1889년 4월 1일 - 정촌제 시행에 의해 이루마군 가시와바라촌이 성립하였다.
- 1954년 7월 1일 - 이루마가와 정, 이리마 촌, 호리카네 촌, 오쿠토미 촌, 미즈토미 촌과 합병해 사야마시가 신설되었다.